# Erich Zielke
Erich Zielke (ur. 10 listopada 1936, zm. 18 czerwca 2022) – wschodnioniemiecki judoka.
Srebrny medalista mistrzostw Europy w 1962 i brązowy w 1959. Trzeci w drużynie w 1964 roku.